# 迪奧米德群島
迪奥米德群岛（英文：Diomede Islands），又音譯爲代奧米德群島、戴歐米得群島，是位於白令海峽的一個群島，共有兩座島嶼，分屬美國及俄羅斯的領土，俄羅斯領土屬亞洲、美國領土則屬北美洲。

## 地理位置

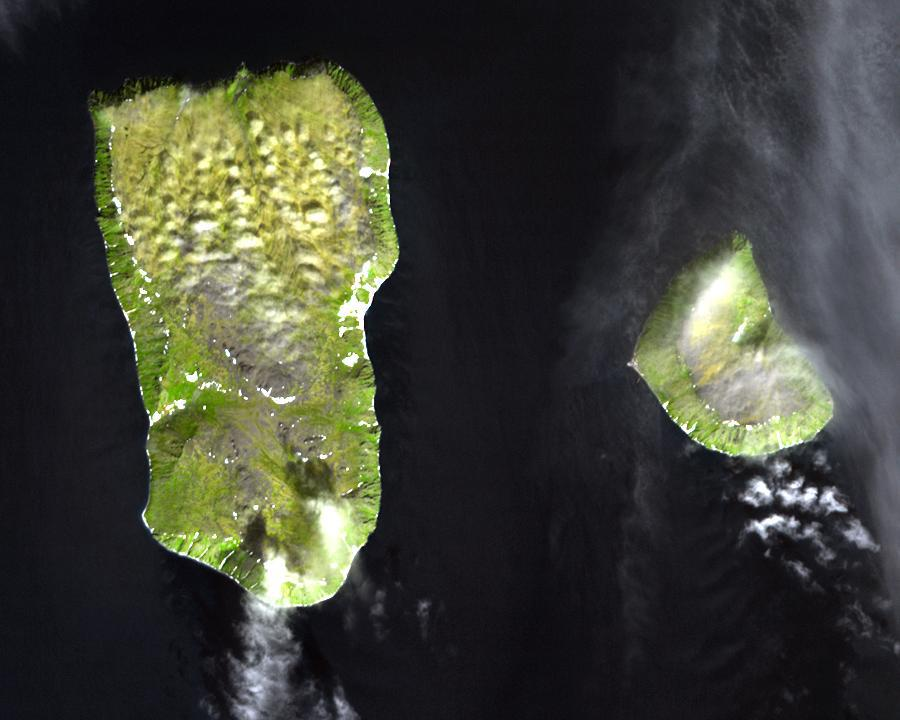
代奧米德群島衛星照片

代奧米德群島由兩座島嶼組成，西邊的島稱為大代奧米德島（Big Diomede或Imaqliq，又稱Ratmanov Island），為俄羅斯聯邦的領土；東邊的島稱為小代奧米德島（Little Diomede或Inaliq），為美國的領土。國際換日線（西經168°58'37"）通過此兩島中間，因此這兩座島雖然只相隔3.8 公里，但時區並不相同，所以可在小代奧米德島這邊看到「明天」的俄羅斯。另外在小代奧米德島的東南方數公里處，有座無人小島稱為Fairway Rock。由於此群島的特殊地理位置，因此常被在白令海峽興建橋樑或隧道連通美洲及亞洲的倡議者規畫為中途點。冬季時兩島之間常為結冰相連，理論上是可以步行來往美俄兩國之間，但法律上並不允許。
小代奧米德島面積5.1平方公里，人口不到200人，以愛斯基摩人為主，聚居於島西側的代奧米德村。大代奧米德島面積25平方公里，無人居住，也是俄羅斯領土的最東端。

## 簡史
此群島是在1728年8月16日由丹麥探險家維他斯·白令所發現，因為發現此群島恰逢是希臘東正教會的聖迪奧米德（Saint Diomedes）紀念日，故依此命名。
1867年，俄國將阿拉斯加賣給美國所簽的條約中，就明訂以此島為兩國分界。在冷戰時期，曾有位長泳好手林恩·寇克斯（Lynne Cox）游泳橫渡這兩個島。1995年一名英國的電視演員Michael Palin展開了一個特別的節目企畫，稱為Full Circle，就是走遍環太平洋的18個國家的記錄片，第一站就是小代奧米德島，本來預計可以在旅程接近尾聲時再度踏上小代奧米德島，但因為時值冬天，天氣及海象惡劣，所以無法如願以償。

## 外部連結
- Images of the islands
- Little Diomede page, with images （页面存档备份，存于）
- 代奧米德群島簡介及照片
- Michael Palin site about Diomedes （页面存档备份，存于）